# Pterocheilus hirsutipennis
Pterocheilus hirsutipennis är en stekelart som beskrevs av Richard Mitchell Bohart 1940. Pterocheilus hirsutipennis ingår i släktet palpgetingar, och familjen Eumenidae. Inga underarter finns listade i Catalogue of Life.